# Zambias præsidenter
Zambias præsident er statsoverhoved og regeringschef i Zambia. Den første præsident efter uafhængigheden i 1964 var Kenneth Kaunda. Siden 1991 hvor Kaunda gik af, har præsidenterne været: Frederick Chiluba, Levy Mwanawasa, Rupiah Banda, Michael Sata, Edgar Lungu og Hakainde Hichilema. Derudover var Guy Scott fungerende præsident i en periode efter præsident Satas død.
Siden 31. august 1991 har præsidente også været regeringschef da posten som premierminister blev afskaffet i de sidste måneder af Kaundas præsidenttid efter forhandlinger med oppositionspartierne.
Præsidenten vælges for perioder af 5 år. Siden 1991 har en præsident kun kunnet sidde i 2 valgperioder i træk.

## Liste
Forkortelser for politiske partier
- United National IndependencParty (UNIP)
- Movement for Multi-Party Democracy (MMD)
- Patriotic Front (PF)
- United Party for National Development (UPND)

Symboler
     Vicepræsident fungerer som præsident
- § Valgt uden modkandidater
- † Døde i embedet

| Nr. | Billede | Navn (Født-død)                | Valgt                                | Præsidentembede    | Præsidentembede     | Præsidentembede  | Politisk parti |
| Nr. | Billede | Navn (Født-død)                | Valgt                                | Tiltrådte          | Fratrådte           | Varighed         | Politisk parti |
| --- | ------- | ------------------------------ | ------------------------------------ | ------------------ | ------------------- | ---------------- | -------------- |
| 1   |         | Kenneth Kaunda (1924–2021)     | 1968 1973[§] 1978[§] 1983[§] 1988[§] | 24. oktober 1964   | 2. november 1991    | 27 år og 9 dage  | UNIP           |
| 2   |         | Frederick Chiluba (1943–2011)  | 1991 1996                            | 2. november 1991   | 2. januar 2002      | 10 år og 61 dage | MMD            |
| 3   |         | Levy Mwanawasa (1948–2008)     | 2001 2006                            | 2. januar 2002     | 19. august 2008[†]  | 6 år og 230 dage | MMD            |
| 4   |         | Rupiah Banda (1937-2021)       | 2008                                 | 19. august 2008    | 23. september 2011  | 3 år og 35 dage  | MMD            |
| 5   |         | Michael Sata (1937–2014)       | 2011                                 | 23. september 2011 | 28. oktober 2014[†] | 3 år og 35 dage  | PF             |
| –   |         | Guy Scott (født 1944)          | —                                    | 28. oktober 2014   | 25. januar 2015     | 0 år og 89 dage  | PF             |
| 6   |         | Edgar Lungu (født 1956)        | 2015 2016                            | 25. januar 2015    | 24. august 2021     | 6 år og 211 dage | PF             |
| 7   |         | Hakainde Hichilema (født 1962) | 2021                                 | 24. august 2021    |                     | 3 år og 240 dage | MMD            |